# Tillandsia violacea
Tillandsia violacea är en gräsväxtart som beskrevs av John Gilbert Baker. Tillandsia violacea ingår i släktet Tillandsia och familjen Bromeliaceae. Inga underarter finns listade i Catalogue of Life.